# 篠原昌司
篠原 昌司（しのはら まさし、1957年11月6日 - ）は、日本の実業家。大阪府出身。株式会社JALUX元代表取締役社長。

## 人物
大阪府出身。1981年、京都大学工学部卒業後、同年4月、日商岩井株式会社（現・双日株式会社）に入社。同社エネルギー開発部長、エネルギー・金属部門長補佐兼エネルギー・原子力本部長、執行役員、常務執行役員を歴任。
2019年6月より株式会社JALUX代表取締役社長 社長執行役員。2022年6月に退任。

## 略歴
- 1981年4月、 日商岩井株式会社（現 双日株式会社）入社
- 2006年4月、 同社 エネルギー開発部長
- 2009年4月、 同社 エネルギー・金属部門長補佐 兼 エネルギー・原子力本部長
- 2011年4月、 同社 執行役員
- 2011年8月、 同社 執行役員 エネルギー開発部長
- 2012年4月、 同社 執行役員 エネルギー本部長
- 2013年4月、 同社 欧・阿・中東・ロシアNIS総支配人補佐（アフリカ担当）
- 2014年4月、 同社 欧・阿・中東・ロシアNIS総支配人補佐（アフリカ・中東担当）兼 双日イラン会社社長
- 2014年10月、 同社 欧・阿・中東・ロシアNIS総支配人補佐（アフリカ・中東担当）
- 2016年4月、 同社 常務執行役員 中東・アフリカ総支配人
- 2019年6月、株式会社JALUX代表取締役社長